# Ilha de estabilidade

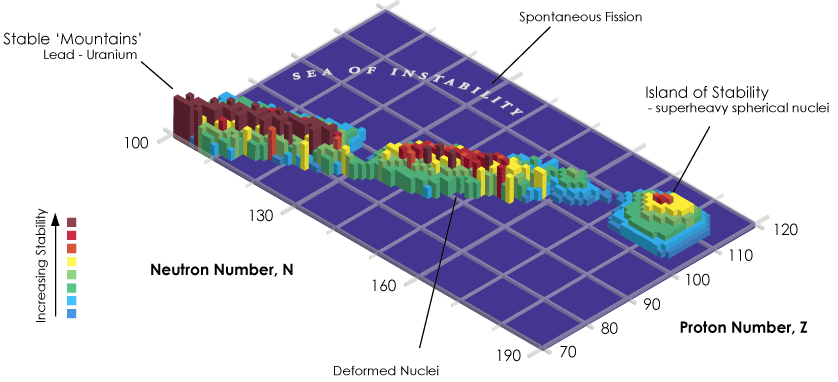
Renderização 3D teórica da ilha de estabilidade.

A ilha de estabilidade é um termo de física nuclear que descreve a possibilidade de elementos com um "número mágico" particularmente estável de prótons e nêutrons. Isto permitiria que certos isótopos de alguns elementos transurânicos fossem mais estáveis do que outros; isto é, com um decaimento muito mais lento (com meias-vidas da ordem de minutos ou dias em contraste com vida-médias de segundos).

## História
A ideia da ilha de estabilidade foi proposta originalmente por Glenn T. Seaborg. A hipótese é que o núcleo atômico está construído em "camadas" de modo similar aos elétrons nas camadas eletrônicas dos átomos. Em ambos os casos, as camadas são apenas grupos de níveis de energias quânticos que estão relativamente próximos um ao outro. Os níveis de energia dos estados quânticos em diferentes camadas seriam separadas por um gap relativamente grande. Assim, quando o número de nêutrons e prótons preenchessem completamente o nível de energia em uma dada camada do núcleo, a energia de ligação por núcleon atingiria um máximo local e então essa configuração possuiria uma vida média maior que os isótopos próximos que não possuem as camadas completas.